# انتخابات مجلس عراق (۲۰۱۰)

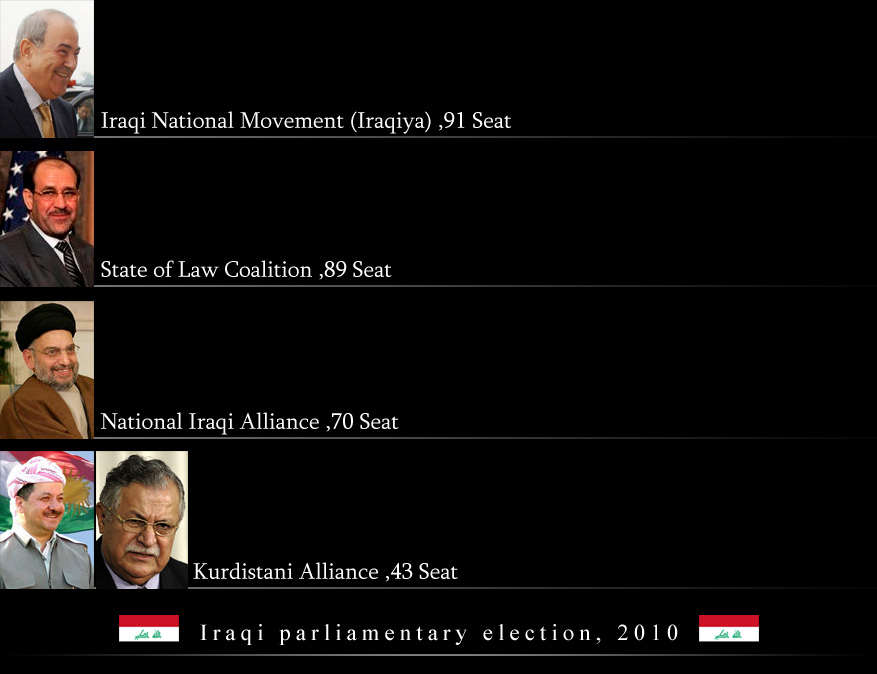
بخشی از نتایج

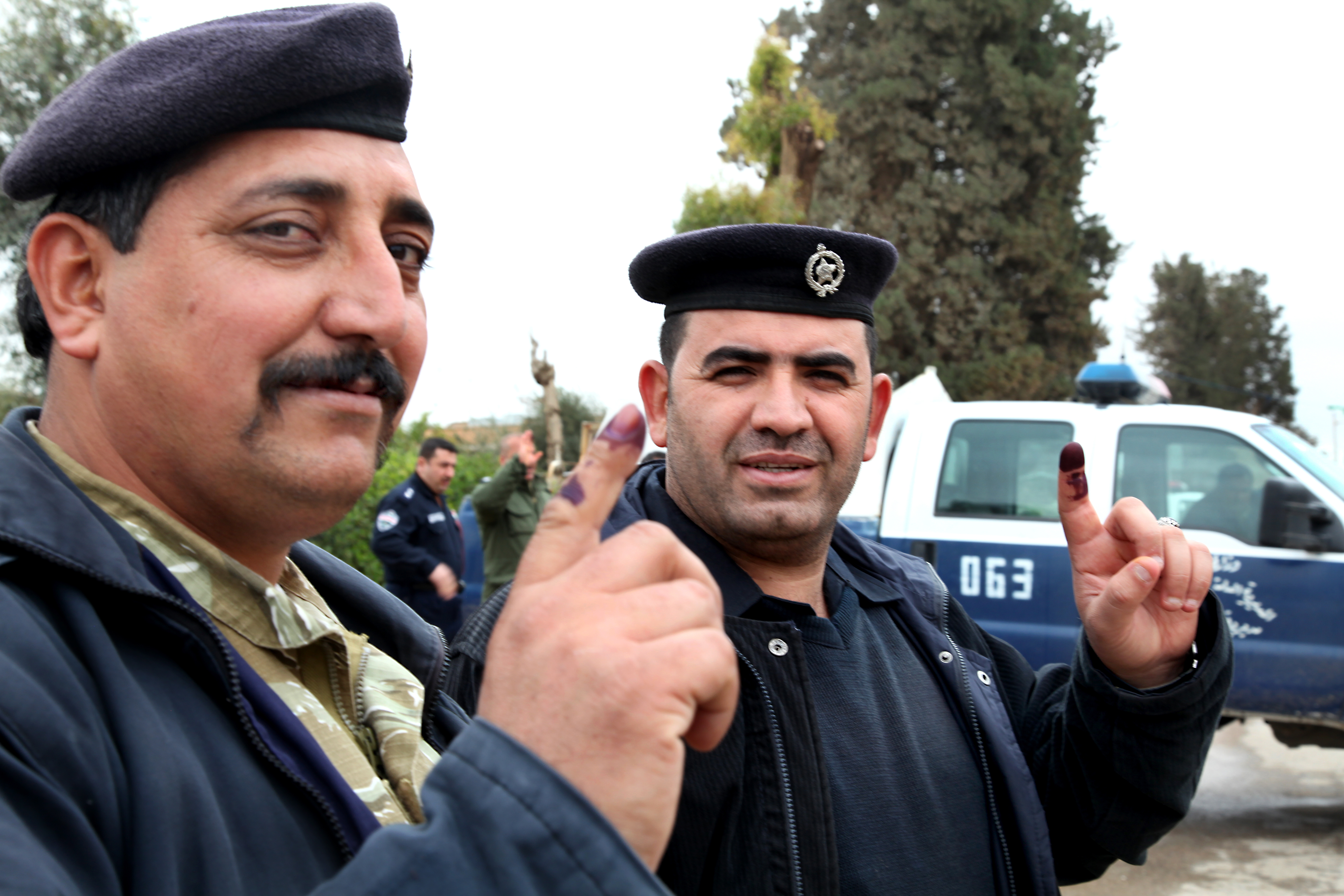
نیروهای پلیس عراق چند روز زودتر در رأی‌گیری شرکت کردند تا در روز انتخابات در آماده‌باش کامل به‌سر برند.

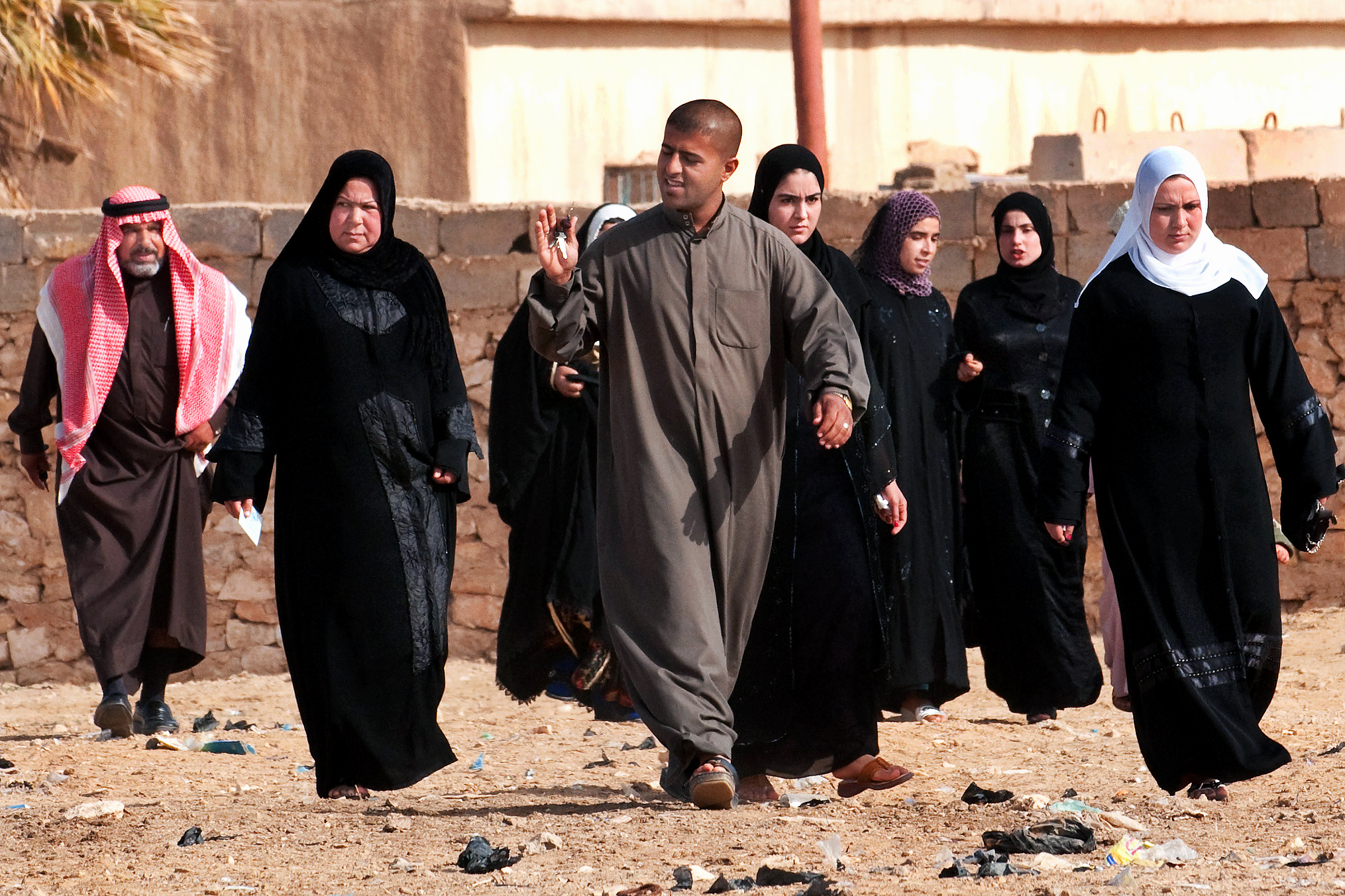
یک جوان عراقی در رمادی به انگشت جوهری خود نگاه می‌کند. به همراه چند زن و یک مرد دیگر که همگی از حوزه رأی‌گیری برمی‌گردند.

انتخابات مجلس نمایندگان عراق در ۷ مارس ۲۰۱۰ برای تعیین ۳۲۵ نماینده دومین دوره مجلس نمایندگان عراق پس از سقوط حکومت صدام برگزار شد. این مجلس نهاد قانون‌گذاری در عراق و تعیین‌کننده نخست‌وزیر و رئیس‌جمهور این کشور است.
در این انتخابات ائتلاف العراقیه به رهبری ایاد علاوی که بیشتر از اعراب سکولار شیعه و سنی تشکیل می‌شد با ۹۱ کرسی در جایگاه نخست قرار گرفت. ائتلاف دولت قانون به رهبری نوری مالکی نخست‌وزیر عراق با ۸۹ کرسی در جایگاه دوم قرار گرفت. ائتلاف ملی عراق که از سازمان‌های مهم شیعیان اسلام‌گرای عراق همچون مجلس اعلای اسلامی عراق و جریان صدر تشکیل می‌شد با ۷۰ کرسی در جایگاه سوم قرار گرفت و فهرست اتحاد کردستان متشکل از دو حزب اصلی کردهای عراق، حزب دمکرات و اتحادیه میهنی با ۴۳ کرسی در جایگاه چهارم ایستاد. حزب گوران یا تغییر که از تجدیدنظرطلبان کرد انشعاب کرده از اتحادیه میهنی تشکیل می‌شد با ۸ کرسی، جبهه توافق ائتلاف اصلی اعراب سنی عراق با ۶ کرسی، فهرست وحدت عراق به رهبری جواد بولانی وزیر کشور عراق با ۴ کرسی، اتحاد اسلامی کردی با ۴ کرسی و جامعه اسلامی کردی با ۲ کرسی در رده‌های بعدی قرار گرفتند.

## فهرست‌های انتخاباتی

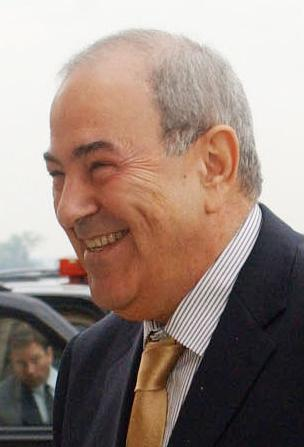
کاندیدای انتخابات

### ائتلاف ملی عراق
ائتلاف ملی عراق عمدتاً از احزاب مذهب‌گرای شیعه تشکیل می‌شد و در انتخابات گذشته در سال ۲۰۰۵ با کسب ۱۲۸ کرسی از مجموع ۲۷۵ کرسی بزرگترین حزب پارلمان شده بود. این فهرست در آستانهٔ انتخابات جدید دستخوش انشعاب شد. نوری مالکی نخست‌وزیر عراق ائتلاف جدیدی را تشکیل دارد اما احزاب مهم دیگر در ائتلاف ملی عراق باقی‌ماندند.
مجلس اعلای اسلامی عراق به رهبری عمار حکیم، سازمان بدر، جریان صدر، حزب فضیلت اسلامی مستقر در بصره، کنگره ملی عراق به رهبری احمد چلبی، حزب اصلاح ملی به رهبری ابراهیم جعفری و یک گروه سنی مستقر در استان انبار به نام شورای نجات انبار که از شوراهای بیداری انبار انشعاب کرده بود، مهمترین سازمان‌های تشکیل دهنده این فهرست بودند.

### ائتلاف دولت قانون
ائتلاف دولت قانون جریانی بود که با انشعاب حزب الدعوه به رهبری نوری مالکی نخست‌وزیر عراق از ائتلاف ملی تشکیل شد. نوری مالکی خواهان سهمیه بیشتری برای حزب الدعوه در فهرست ائتلاف ملی و همچنین حضور احزاب متعلق به اقوام و مذاهب دیگر عراق در این فهرست برای تحقق یک ائتلاف واقعاً ملی بود. مالکی نهایتاً در پی عدم توافق با دیگر احزاب این ائتلاف جریان جدیدی را شکل داد. هر چند استخوان‌بندی این فهرست را نیز سیاست‌مداران مذهبی شیعه تشکیل می‌دادند اما این ائتلاف به‌طور رسمی سکولار و فراقومی بود و چند حزب کوچک و کاندیداهای سنی، مسیحی و کرد نیز در این ائتلاف جای داشتند. حزب الدعوه مهمترین عضو این فهرست بود. جبهه ملی نجات انبار گروهی متشکل از اعراب سنی استان انبار که پیشتر عضو شوراهای بیداری انبار بودند، جنبش مستقل عربی سازمانی از اعراب سنی که از جبهه توافق مهمترین ائتلاف اعراب سنی انشعاب کرده بودند؛ اتحاد مستقل عراق، سازمانی متعلق به قوم فیلی عراق؛ تجمع کفایت عراق مستقل گروهی به رهبری علی الدباغ سخنگوی دولت که بیشتر از اعراب سکولار شیعی تشکیل می‌شد و التجمع گروه سکولار دیگری از اعراب شیعه از دیگر اعضای این فهرست بودند. عبدالقادر عبیدی وزیر دفاع عراق که از اعراب سنی بود نیز در این فهرست قرار می‌گرفت.

### العراقیه
العراقیه یا العراقیة الوطنیة فهرستی متشکل از اعراب شیعه و سنی سکولار به رهبری ایاد علاوی بود. این فهرست بر خلاف دیگر فهرست‌های مهم انتخاباتی از حمایت احزاب و سازمان‌های پرنفوذ عراقی بی‌بهره بود و به جای آن با معرفی کاندیداهایی مشهور در صدد جذب آراء شده بود. توافق ملی عراق به رهبری ایاد علاوی نخست‌وزیر سابق عراق که از اعراب شیعه سکولار تشکیل می‌شد، جبهه گفتگوی ملی عراق به رهبری صالح مطلک جریانی از اعراب سنی مخالف حضور نیروهای خارجی و قانون اساسی عراق، طارق الهاشمی معاون رئیس‌جمهور، عدنان باجه‌جی و محمود المشهدانی هستهٔ اصلی این فهرست را تشکیل می‌دادند. این فهرست در اعتراض به ردصلاحیت بسیاری از کاندیداها توسط کمیسیون بعثی‌زدایی تهدید به تحریم انتخابات کرده بود اما نهایتاً تصمیم به حضور در انتخابات گرفت. صالح المطلک یکی از مهمترین اعضای این جریان از حضور در انتخابات محروم شده بود اما او تصمیم گرفت حزب خود را در انتخابات شرکت دهد.